# Valflaunès
Valflaunès település Franciaországban, Hérault megyében. Lakosainak száma 793 fő (2022. január 1.). Valflaunès Cazevieille, Claret, Fontanès, Lauret, Mas-de-Londres, Rouet, Saint-Jean-de-Cuculles, Saint-Mathieu-de-Tréviers és Sauteyrargues községekkel határos.

## Népesség
A település népessége az elmúlt években az alábbi módon változott:
| Lakosok száma | 251  | 398  | 604  | 694  | 716  | 745  | 763  | 766  | 775  | 793  |
|               | 1968 | 1982 | 1990 | 2006 | 2013 | 2015 | 2017 | 2019 | 2020 | 2022 |